# I.T. Sligo
El I.T. Sligo (Institute of Technology, Sligo o también Regional Technical College, Sligo) se encuentra en Sligo,capital del Condado de Sligo, en el noroeste de Irlanda. Ofrece escolarización secundaria, masters y doctorados.
Ofrece también cursos de verano para estudiantes internacionales.